# Chamonix-Mont-Blanc
Chamonix-Mont-Blanc – miejscowość turystyczna i gmina we Francji, w regionie Owernia-Rodan-Alpy, w departamencie Górna Sabaudia. Leży w dolinie Vallée de Chamonix.
Według danych na rok 1990 gminę zamieszkiwało 9701 osób, a gęstość zaludnienia wynosiła 83 osoby/km² (wśród 2880 gmin regionu Rodan-Alpy Chamonix-Mont-Blanc plasuje się na 72. miejscu pod względem liczby ludności, natomiast pod względem powierzchni na miejscu 8.  Gmina jest dobrze znana i lubiana przez narciarzy i alpinistów. Największą popularnością cieszy się Mont Blanc, który jest trzecim najczęściej odwiedzanym szczytem na świecie. Chamonix jest czwartą co do wielkości gminą we Francji o łącznej powierzchni 245 km².
W Chamonix w 1924 roku odbyły się I Zimowe Igrzyska Olimpijskie. Miejscowość ta organizowała także Mistrzostwa Świata w Narciarstwie Klasycznym 1937 oraz Mistrzostwa Świata w Narciarstwie Alpejskim 1937 i Mistrzostwa Świata w Narciarstwie Alpejskim 1962.

## Geografia

### Położenie
Gmina Chamonix-Mont-Blanc obejmuje 16 wiosek, rozciągających się od północy na południe są to: Le Tour, Montroc, Le Planet, Argentière, Les Chosalets, Le Lavancher, Les Tines, Les Bois, Les-Praz-de-Chamonix, Chamonix-Mont-Blanc, Les Pècles, Les Mouilles, Les Barrats, Les Pélerins, Les Gaillands i Les Bossons. Położenie Chamonix wśród gór sprawia, iż w samym środku lata promienie słoneczne padają na miasto przez zaledwie 5-7 godzin dziennie.

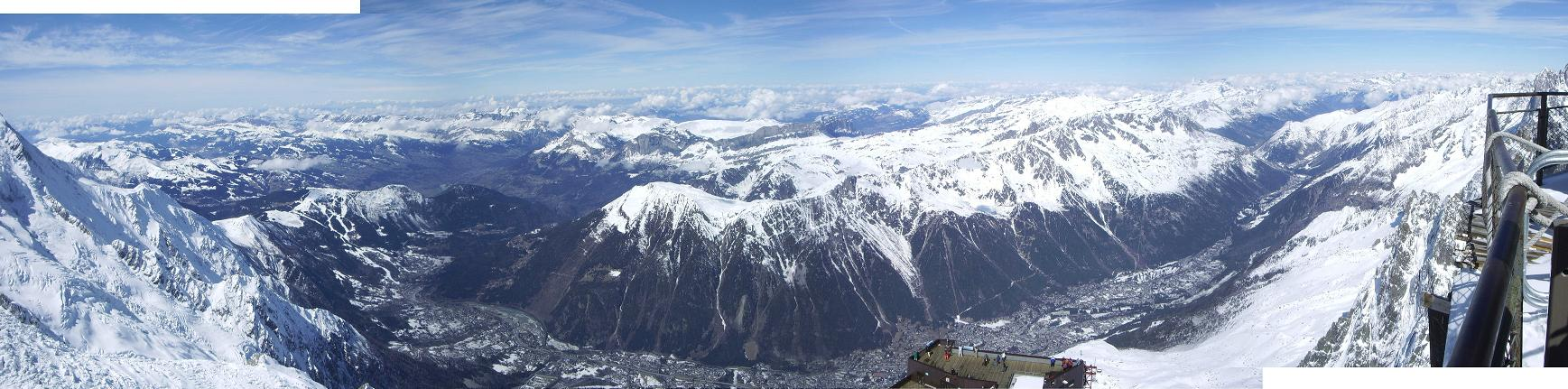
Panorama doliny Chamonix

## Sport i rekreacja
Chamonix jest popularnym ośrodkiem sportów zimowych we Francji. Znajduje się tam najwyższy szczyt Alp, czyli Mont Blanc - góra ta posiada specyficzne atuty dla alpinistów. Mark Twight opisał miasto jako "największe zagłębie śmierci sportowej na świecie", ponieważ Chamonix jest idealnym miejscem dla osób, które lubią adrenalinę. Najczęściej uprawiane sporty to: wspinaczka, narciarstwo ekstremalne, paralotniarstwo, i spływy kajakowe.
Chamonix słynie ze spektakularnej kolei linowej na szczyt Aiguille du Midi (3842 m). Wybudowana w 1955 roku, była najwyżej położoną koleją linową na świecie. Wraz z koleją na Pointe Helbronner (3462 m), na granicy francusko-włoskiej, umożliwia ona wygodny przejazd dużej części Masywu Mont Blanc.
W miesiącach letnich Chamonix jest mekką dla narciarzy uprawiających Skialpinizm, idealne stoki znajdują się na północnych, zachodnich i południowo-zachodnich ścianach. Najbardziej popularne są ściany na Aiguille du Dru, specjalna trasa Frendo Spur na Aiguille du Midi i północna ściana Grandes Jorasses.
Oprócz wysokogórskich sportów letnich, Chamonix jest również idealnym miejscem dla górskiego kolarstwa ekstremalnego. Oprócz obszarów do freeride-u, są także setki kilometrów tras, które nie są wpisane do map. Od sezonu letniego w 2008 r. kolarstwo górskie jest dozwolone jedynie na niewielkiej przestrzeni, a trasy są otwierane tylko w lipcu i sierpniu.
Chamonix to najstarszy ośrodek narciarski we Francji, określany jest jako raj dla zaawansowanych narciarzy i snowboardzistów. najczęściej używanym terenem przez narciarzy jest lodowiec La Vallée Blanche. Lodowiec ten spływa spod Mont Blanc du Tacul i Aiguille du Midi do doliny Vallée de Chamonix. Są tam spektakularne trasy dla narciarzy i snowboardzistów, choć należy zachować ostrożność ze względu na szczeliny powstające na lodowcu. Poza tym dolina ma około sześć odrębnych ośrodków narciarskich. Są to: stoki na Le Brévent (krótkie, ale strome trasy wiodące do centrum miasta), La Flégère (w Les Praz), Les Planards (posiada trasy dla narciarzy początkujących i średnio zaawansowanych), Les Grands Montets (w Argentière) i Domaine de Balme (w Le Tours). Wiele z nich oferuje trudne i niewytyczone trasy narciarskie z możliwością zjazdu do Szwajcarii.
Istnieje również ośrodek narciarski w Les Houches.
W Chamonix odbywają się czasami zawody Pucharu Świata w narciarstwie alpejskim.
W mieście działa klub hokejowy Chamois de Chamonix, występujący w rozgrywkach Ligue Magnus.

## Historia
Dolina Chamonix po raz pierwszy została odkryta w 1091 roku. Na początku XIII wieku hrabia z prowincji Genevois przekazał te ziemie Benedyktynom z klasztoru St Michel de la Cluse w pobliżu Turynu. Jednak w 1786 roku mieszkańcy odkupili klasztor od kanoników z Sallanches, którzy to przeprowadzili się do klasztoru w 1519 roku.
W 1530 roku mieszkańcy doliny uzyskali od hrabiego prowincji Genevois przywilej organizowania dwóch jarmarków rocznie. Dolina była często odwiedzana przez cywilnych urzędników i przez biskupów Genewy, pierwsza wizyta gości z zagranicy została odnotowana w 1411 r. W 1606 roku przybył tam Św. Franciszek Salezy.
W 1742 roku odwiedziło dolinę kilku genewskich arystokratów. W następnych latach Chamonix zaczęło być odwiedzane przez zagranicznych podróżników m.in. z Wielkiej Brytanii. Byli między nimi duchowny i podróżnik Richard Pococke (w 1744 r.), a z końcem lat 70. młody, początkujący polityk William Windham. 
W 1760 zawitał do doliny młody genewski przyrodnik Horace-Bénédict de Saussure. Przekonany o konieczności naukowego poznania Mont Blanc wyznaczył później nagrodę pieniężną dla tego, kto odnajdzie drogę wejściową na szczyt góry. W 1766 r. do doliny przybył inny genewczyk zafascynowany Alpami, Marc-Théodore Bourrit. Podczas tego i kolejnych 28. pobytów w Chamonix dobrze poznał okoliczne masywy, a swe wyprawy opisywał w licznych publikacjach, bogato przez siebie ilustrowanych. Poszukiwał także drogi na Mont Blanc. W 1785 r. wraz z H.-B. de Saussurem podjął nieudane próby zdobycia szczytu drogą przez Aiguille du Goûter. Szczyt ostatecznie zdobyli w 1786 r. miejscowy poszukiwacz kryształów  Jacques Balmat i doktor Michel-Gabriel Paccard.
Sława Mont Blanc zaczęła przyciągać do Chamonix coraz większe ilości turystów rządnych stanąć na jego szczycie. Rozwój turystyki na początku XIX wieku doprowadził do powstania w 1821 r. związku zawodowego przewodników górskich Compagnie des Guides de Chamonix. Aby uzyskać dostęp do stoków górskich trzeba było oddawać składki pieniężne do owego związku. Związek ten został rozwiązany przez rząd francuski w 1892 roku, ale wydał polecenie, aby każdy użytkownik posiadał dyplom wydany przez komisję Francuski związek turystyczny.
Pod koniec XIX wieku rozwój turystyczny był zdominowany przez krajowych i międzynarodowych inwestorów. Jednak lokalna społeczność nie wycofała się z turystyki i postanowiła rozkręcać własny biznes.
Gmina Chamonix skutecznie lobbowała lokalną społeczność, aby zmieniła nazwę z Chamonix na Chamonix-Mont-Blanc. Nazwa ta została zmieniona w 1916 roku. Po upadku monopolu, lokalna społeczności zaczęła skutecznie ingerować w rozwój Chamonix-Mont-Blanc. W XX wieku coraz bardziej przybywało pasjonatów narciarstwa i turystyki górskiej.
W 1924 roku Chamonix-Mont-Blanc zorganizowało pierwsze w historii Zimowe igrzyska olimpijskie, po tym wydarzeniu Chamonix zyskało opinię międzynarodowego ośrodka narciarskiego.
W 1960 roku rolnictwo zostało ograniczone do minimalnej działalności. Pod koniec XX wieku Chamonix miało już bardzo dużą bazę hotelarską z liczbą 60.000 miejsc. Obecnie  kurort w Chamonix co roku odwiedza około 5 milionów turystów.

## Atrakcje turystyczne

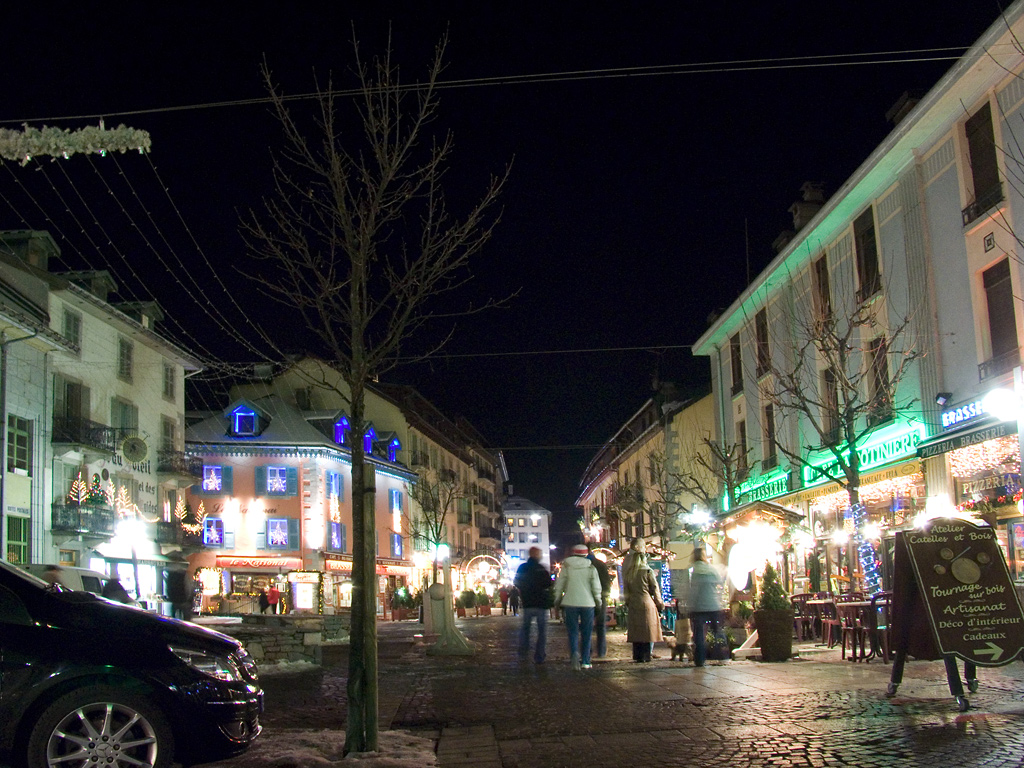
Miasto Chamonix-Mont-Blanc

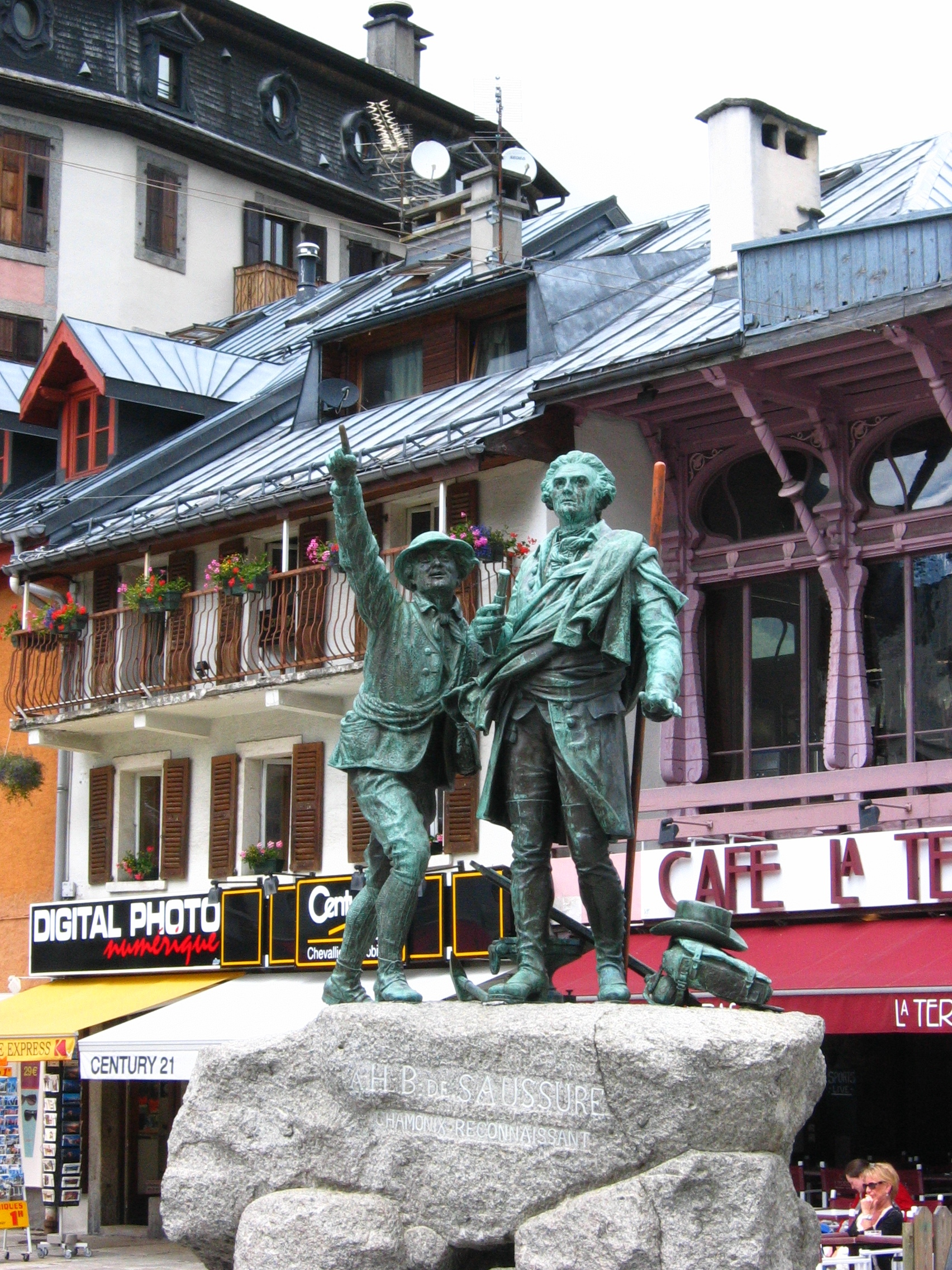
Pomnik przedstawiający jednego z pierwszych zdobywców Mont Blanc J. Balmata (z lewej strony), oraz inicjatora tego wejścia H. de Saussere'a

- Kolej linowo-terenowa z Chamonix do Montenvers
- Kolej linowo-terenowa z Saint-Gervais-les-Bains do Nid d'Aigle (podnóża Mont Blanc)
- Szczyt Aiguille du Midi
- Restauracja panoramiczna na szczycie Le Brévent (wspaniałe widoki na masyw Mont Blanc)
- Muzeum alpinistyczne w Chamonix
- Pomnik Horace-Bénédict de Saussure inicjator pierwszego zdobycia Mont Blanc
- Pomnik Michela-Gabriela Paccarda, który wraz z Jakiem Balmatem, dokonał pierwszego udanego wejścia na Mont Blanc w 1786 r.

## Transport

### Drogi
Miejscowość Chamonix jest obsługiwana przez drogę krajową nr N205 zwaną „białą drogą”. Istnieje także  autostrada A40) która kończy się w gminie Saint-Gervais-les-Bains. Jest także Tunel Mont Blanc (Mont Blanc Tunnel) – drogowy tunel o długości 11,6 km łączący Chamonix z Courmayeur we Włoszech. Chamonix połączone jest ze Szwajcarią drogą departamentalną nr 1506. Najbliższe lotnisko znajduje się o 88 km na północ od Chamonix w Genewie.

### Kolej
Chamonix jest obsługiwane przez Kolej wąskotorową na linii St Gervais-Vallorcine. Kolej ta zbudowana została 1901 roku pierwotnie  koniec linii był w Chamonix.  A siedem lat później linia ta została przedłużona do Vallorcine. Od Vallorcine, linia kolejowa biegnie dalej do Szwajcarii, kolej z Chamonix zatrzymuje się w Martigny. Pociąg z Vallorcine do Martigny jest znany jako Mont Blanc Express.

### Kolejki linowe
Chamonix posiada jedną z najdłuższych kolejek linowych na świecie, która łączy miasto ze szczytem Aiguille du Midi. Kolejka przechodziła już dwukrotnie modernizację w 1979 r. i ponownie w 2008 r. Druga kolejka linowa Planpraz wiedzie z doliny na szczyt Le Brévent. Kolejka ta jest powszechnie wykorzystywana przez narciarzy i przez lokalnych mieszkańców.

## Miasta partnerskie
- Aspen
- Cilaos
- Courmayeur
- Davos
- Fujiyoshida
- Garmisch-Partenkirchen